# The Kick Inside
The Kick Inside je debutové album anglické písničkářky a zpěvačky Kate Bushové z roku 1978.
Skladba The Man with the Child in His Eyes byla nahrána v červnu 1975, zbytek alba byl nahrán o dva roky později.
Album dosáhlo na 3. příčku britské hitparády a získalo platinovou desku za prodej více než 300 000 alb. Píseň Wuthering Heights (Na Větrné hůrce) obsadila první příčku britské hitparády. Album bylo nahráno s podporou členů skupiny The Alan Parsons Project a Davida Gilmoura ze skupiny Pink Floyd.

## Seznam skladeb
Všechny skladby napsal(i) Kate Bushová. 
| strana 1 | strana 1                           | strana 1 |
| Pořadí   | Název                              | Délka    |
| -------- | ---------------------------------- | -------- |
| 1.       | Moving                             | 3:01     |
| 2.       | The Saxophone Song                 | 3:51     |
| 3.       | Strange Phenomena                  | 2:57     |
| 4.       | Kite                               | 2:56     |
| 5.       | The Man with the Child in His Eyes | 2:39     |
| 6.       | Wuthering Heights                  | 4:28     |

| Pořadí | Název                            | Délka |
| ------ | -------------------------------- | ----- |
| 7.     | James and the Cold Gun           | 3:34  |
| 8.     | Feel It                          | 3:02  |
| 9.     | Oh to Be in Love                 | 3:18  |
| 10.    | L'Amour Looks Something Like You | 2:27  |
| 11.    | Them Heavy People                | 3:04  |
| 12.    | Room for the Life                | 4:03  |
| 13.    | The Kick Inside                  | 3:30  |

## Obsazení
- Kate Bushová - autorka skladeb, zpěv, klavír, klávesové nástroje
- Ian Bairnson - kytara, zpěv
- Paul Keogh - kytara
- Alan Parker - kytara
- Paddy Bush - harmonika, mandolína, zpěv
- Duncan Mackay - varhany, syntezátor, klávesové nástroje, elektrické piáno, clavinet
- Andrew Powell - syntezátor, klávesové nástroje, basová kytara, elektrické piáno
- Alan Skidmore - saxofon
- David Paton - basová kytara, akustická kytara, doprovodný zpěv
- Bruce Lynch - basová kytara
- Barry DeSouza - bicí
- Stuart Elliott - bicí
- Morris Pert - percussion
- David Katz - housle, dirigent

### Technický personál
- Jon Kelly - zvukový inženýr
- Jon Walls - asistent zvukového inženýra
- David Gilmour - výkonný producent skladeb "The Man with the Child in His Eyes" a "The Saxophone Song"
- Wally Traugott - závěrečná zvuková úprava